# Rocket Lab
Rocket Lab — частный американский производитель аэрокосмической техники и поставщик услуг по запуску малых спутников, с дочерним подразделением в Новой Зеландии. 
Компания разработала суборбитальную ракету Ātea и в настоящее время эксплуатирует лёгкую орбитальную ракету под названием «Электрон» (Electron), которая обеспечивает запуски малых спутников и кубсатов. 
Компания разрабатывает новую ракету-носитель средней грузоподъёмности под названием «Нейтрон» (Neutron).
Испытательные полёты «Электрона» начались с 2017 года, а первый коммерческий полёт — 11 ноября 2018 года; на середину 2025 г. компания  провела более 40 успешных запусков. 

## История
Rocket Lab была основана в 2006 году новозеландцем Питером Беком, занимающим пост генерального директора компании и её главного технического директора.  Содиректором и посевным инвестором с 2007 по 2011 годы также являлся новозеландский интернет-предприниматель Марк Рокет.
Rocket Lab считает себя первой частной компанией в южном полушарии, достигшей космоса в результате запуска зондирующей ракеты Ātea-1 в ноябре 2009 года. Траектория была баллистической, а не орбитальной, то есть начала снижаться сразу после фазы разгона, приземлившиеся части ракеты не разыскивали. Запуск состоялся с побережья Новой Зеландии с частного острова из группы островов Меркьюри, принадлежащего Майклу Фэю, новозеландскому банкиру и инвестору. 
Среди других ранних инвесторов Rocket Lab был Стивен Тиндалл, новозеландский предприниматель и стартап-инвестор.
В декабре 2010 года компания получила контракт от американского правительства в рамках программы оперативного развёртывания космических систем тактического назначения для разработки средства доставки наноспутников на орбиты. Кроме того, соглашение с НАСА позволило компании частичное использование ресурсов НАСА, таких как персонал, помещения и оборудование.
Приблизительно в 2013 году компания перерегистрировалась из Новой Зеландии в США и открыла штаб-квартиру в Хантингтон-Бич, Калифорния. Переезд совпал с получением компанией финансирования из американских источников и был отчасти обусловлен увеличением числа заказов со стороны правительства США. В 2020 году штаб-квартира переехала в Лонг-Бич.
В разные годы компания получала финансирование от 
Khosla Ventures (2013), 
Callaghan Innovation (государственное предприятие Новой Зеландии), 
Bessemer Venture Partners (2014), 
Lockheed Martin (стратегический инвестор с 2015), 
Data Collective. 
Инвестиции государственного Callaghan Innovation в этом периоде составили 15 млн новозеландских долларов (май 2017). E-раунд инвестиций при организации Future Fund принёс компании 150 млн долларов США (ноябрь 2018 года).
Испытательные полёты ракеты-носителя Электрон (Electron) состоялись 25 мая 2017 и 21 января 2018 года с полуострова Махия, Новая Зеландия, а первый коммерческий полёт — 11 ноября 2018 года (первоначальная стоимость коммерческих запусков составила в 2018 году 5,7 млн долларов США; первый запуск для НАСА в 2018 году оценивался 6,9 млн долларов США (с учётом услуг по запуску и пр.)). 
).
В 2018 году было заявлено о работе над многоразовостью ракет-носителей, хотя ранее компания признавалась в отсутствии такого намерения для своих небольших и недорогих ракет. В августе 2019 года были обнародованы детали плана по приземлению первой ступени Электрона используя парашют и вертолёт, с прицелом осуществить такую пробу до середины 2020 года. В декабре 2019 года в ходе десятого полёта Электрона была испытана система аэродинамического торможения, с помощью которой ступень замедлилась и спустилась из космоса в плотные слои атмосферы. Приземления не планировалось, однако будущие модели предполагается оснащать управляемым парашютом, а затем и перехватывать их в полёте с помощью вспомогательного вертолёта.
16 декабря 2018 года Rocket Lab запустила миссию для программы НАСА ELaNa.
В марте 2020 года было объявлено о приобретении канадской компании Sinclair Interplanetary, производителя малых спутников. Rocket Lab намеревается использовать эти технологии для своей космической платформы Photon, а также способствовать развитию производства малых спутников для поставки другим компаниям.
В 2020 году Rocket Lab получила лицензию Федерального управления гражданской авиации США (FAA) на осуществление в США деятельности по запуску малых спутников с помощью собственных ракет Electron с территории своего второго пускового комплекса LC-2, находящегося на острове Уоллопс в штате Вирджиния (введение в эксплуатацию этой площадки было анонсировано ещё в 2018 году, а в конце 2019 года Rocket Lab официально её открыла). До этого все пуски ракет компания проводила с площадки пускового комплекса LC-1, который расположен в Новой Зеландии; в её распоряжении также имеется третий пусковой комплекс, построенный в Новой Зеландии. Rocket Lab намерена проводить до 130 пусков ракет Electron в год; в планы компании входит выполнение и правительственных заказов, поэтому получение лицензии FAA является большим шагом в этом направлении.
1 марта 2021 года Rocket lab объявила о том, что собирается выйти на биржу через поглощение специально созданной акционерной компанией (способ SPAC), что завершится, как ожидается, во втором квартале 2021 года. Планируется её приобретение специально созданной компанией (SPAC) под названием Vector Acquisition Corporation (VACQ), о таких слухах сообщили новозеландские СМИ.
На 2022 год компания планировала осуществить свой первый запуск «Электрона» с американского космодрома MARS в Вирджинии[уточнить].
В июне 2023 компания Rocket Lab провела секретные испытания суборбитальной ракеты Hypersonic Accelerator Suborbital Test Electron (HASTE) в интересах Пентагона.
В январе 2024 года Агентство космического развития выделило компании Rocket Lab 515 млн долларов на строительство 18 спутников , предназначенных для обеспечения зашифрованной связи и связи для военных пользователей. Компания планирует производить спутники в Лонг-Бич, штат Калифорния. Будут производиться стартовые трекеры, солнечные панели, полётное программное обеспечение и другие компоненты. Введение в эксплуатацию запланировано на 2027 год.

## Техника

### Ātea
Запуск первой ракеты Ātea-1 («космос» на языке маори), названной Manu Karere («птица-вестник») произошёл 30 ноября 2009 года в 01:23 UTC (14:23 по местному времени) после переноса с назначенного времени 20:10 UTC (07:10 местного времени) из-за проблем с заправкой с одного из островов Меркьюри близ Северного острова Новой Зеландии. 6-метровая ракета весом 60 кг могла нести 2-килограммовую нагрузку на высоту до 120 км.. Предполагалось запустить научные инструменты или просто памятные экспонаты.
Положение ракеты отслеживались по GPS с помощью спутниковой связи Inmarsat-B, ракета приводнилась в океан примерно в 50 км от старта.
Ракета передавала данные о своём положении через спутниковую группировку, а также записывала информацию и впоследствии была извлечена из воды. Полезную нагрузку не разыскивали, никакой ценности она не представляла.
Больше пусков Ātea не осуществлялось.

### Электрон (Electron)
«Электрон» — двухступенчатая ракета-носитель, использующая разработанный компанией жидкостный ракетный двигатель «Резерфорд» (Rutherford) как на первой, так и на второй ступени. Ракета способна доставить до 150 килограммов полезного груза на солнечно-синхронную орбиту высотой 500 км, то есть целевую нагрузку растущего рынка малых спутников. Ожидаемая стоимость запуска составляет менее 5 млн долларов США.
Двигатель «Резерфорд» уникален тем, что для нагнетания топлива в камеру сгорания использует электрический насос, а не турбину, приводимую за счёт сжигания топлива или расширения рабочего тела. Значительная часть двигателя изготавливается методом 3D-печати, а именно электронно-лучевой плавки, при котором слои металлического порошка сплавляются в вакууме под действием потока электронов.
К марту 2016 года двигатель прошёл огневые испытания и показал мощность 2200 кгс (22 кН).
Первый полётный тест произошёл 25 мая 2017 года в 04:20 UTC на полуострове Махия Северного острова Новой Зеландии. После достижения высоты в 224 км ракета работала номинально, однако телеметрия больше не достигала Земли, в результате служба слежения приняла решение ракету уничтожить.
21 января 2018 года в 01:43 UTC состоялся полёт второй ракеты, который получил название Still Testing («Ещё тестируем»), он был успешен, достиг орбиты и доставил три кубсата для компаний Planet Labs и Spire Global; кроме них, была выведена геодезическая сфера Humanity Star («Звезда гуманизма») размером 1 м из углеродного волокна, собранная из 65 панелей, хорошо отражающих солнечный свет, она пробыла в космосе недолго, сойдя с орбиты и сгорев в атмосфере в марте 2018 11 ноября 2018 состоялся первый оплаченный полёт Электрона (третий по порядку) для вывода спутников Spire Global, GeoOptics, студенческого кубсата и прототипа солнечного паруса.
Также компания планирует сделать ракету частично многоразовой. Изначально в Rocket Lab не планировали многоразовое использование элементов «Электрона», однако с течением времени изменили свою позицию и 19 ноября 2020 года в успешной миссии «Return to Sender» была впервые опробована технология разворота первой ступени после разделения, её переориентации и спуска сначала на замедляющем, затем на основном парашюте в океан примерно в 400 км от места запуска. 
Повторно этот же метод был использован в одной из следующих миссий «Running Out of Toes» 15 мая 2021 года (вторая ступень не смогла вывести полезную нагрузку на заданную орбиту). 

### Neutron
В марте 2021 года Rocket Lab анонсировала разработку новой ракеты-носителя среднего класса (выводимая масса до 8 т на низкую околоземную орбиту), которая будет двухступенчатой и пригодной для запуска космонавтов. Ракета получила название Neutron («нейтрон»). Согласно планам Rocket Lab, на низкую околоземную орбиту ракета сможет доставлять около 8 тонн, к Луне — 2 тонны, к Марсу и Венере — 1,5 тонны. 
В компании уверяют, что Neutron будет альтернативой ракете от SpaceX Falcon 9, хотя первая по грузоподъёмности скорее напоминает российский средний «Союз-2», то есть занимает нишу между лёгкими и тяжёлыми носителями. 
Neutron, как и Electron, получит собственные двигатели Archimedes («Архимед»), разработанные самой Rocket Lab.
Вероятные размеры — 40 м в длину и 4,5 м в диаметре. 
Запуски должны происходить со Среднеатлантического регионального космопорта (сокращённо MARS) в штате Вирджиния, после модификации существующей там инфраструктуры стартового комплекса LP 0A. 
Первую ступень предполагается сделать возвращаемой, с приземлением на плавучую платформу в океане.
Компания подбирает площадку для размещения фабрики по производству ракет на территории США, запуски было запланировано начать до конца 2024 года.

### Космическая платформа Photon (Фотон)
«Фотон» — разрабатываемая Rocket Lab космическая платформа на основе своей третьей ступени. 
Использует двигатель «Кюри» (Curie), радиосвязь в С-диапазоне. Максимальный вес спутника до 170 кг в зависимости от орбиты (от 37° до солнечно-синхронной). Подобный аппарат необходим, чтобы запускать микроспутники за пределы низкой орбиты и для разведения по разным орбитам нескольких космических аппаратов. 
Он обладает всеми системами, необходимыми для спутника: энергоснабжения, теплозащиты, управления ориентацией и даже оборудован камерой для съёмки Земли. 
В октябре 2019 заявлялась возможность запуска спутников на лунную орбиту уже в четвёртом квартале 2020 года, в такой конструкции использовались бы большие топливные баки и двигатель HyperCurie, масса спутника до 40 кг (HyperCurie является дальнейшим развитием двигателя «Кюри» и использует гиперголическое (самовоспламеняющееся) топливо и электрический мотор для его подачи).
Первым практическим спутником на новой платформе стал Photon Pathfinder (NSSDC ID 2020-037F), демонстрационный спутник-буксир, разработанный и построенный самой Rocket Lab, запущенный на «Электроне» 13 июня 2020. 

Вторым таким аппаратом стал спутник First Light (NSSDC ID 2020-060A), запущенный на ракете Электрон 31 августа 2020 в ходе 14 миссии «I Can't Believe It's Not Optical» («Не поверите, они не оптические»); миссия содержала First Light и спутник Capella 2. После выведения на орбиту First Light, выполняя роль разгонного блока, вывел спутник заказчика на необходимую орбиту, а затем перешёл на свою траекторию полёта, продолжив работу уже как самостоятельный аппарат. Тем самым «Фотоном» была доказана способность как выводить спутники заказчика, так и выполнять собственную задачу. Для демонстрации First Light содержал видеокамеру невысокого разрешения.
Ожидается, что аппарат проработает в космосе до 6 лет.
В 2021 году Rocket Lab подписала контракт на поставку трёх «Фотонов» компании Varda Space Industries, с возможностью продажи и четвёртой платформы.

### Псевдотвёрдое топливо
В 2012 году Rocket Lab продемонстрировала работу ракеты на Viscous Liquid Monopropellant (VLM, псевдотвёрдом топливе), разработанном в совместном проекте с Управлением перспективных исследовательских проектов Министерства обороны США (DARPA) и Управлением военно-морских исследований США (Office of Naval Research). Главная особенность данного топлива — тиксотропность, то есть переход от твёрдого состояния к текучему (как у жидкости) при применении внешней силы. Его плотность примерно как у твёрдых ракетных топлив, относительная плотность примерно 1,72 при том, что для жидких топлив эта цифра не превышает 1. 
Такой вид топлива не требует специального обращения, не токсичен, растворим в воде, малочувствителен к ударам, обладает высокой температурой поджига и практически не воспламеняется в атмосфере. Дополнительные детали раскрываются в американском патенте US20120234196A1, полученном Rocket Lab на это топливо.

## Космодромы и производственные предприятия
В октябре 2018 Rocket Lab представила своё производственное предприятие в Окленде, Новая Зеландия. Среди его задач — изготовление топливных баков, производство ступеней и интеграция ракет для «Пускового комплекса 1» (Launch Complex 1). 
Авионика и двигатели «Резерфорд» производятся в головном офисе в Лонг-Бич, Калифорния (США).

### Пусковой комплекс 1 (Launch Complex 1)

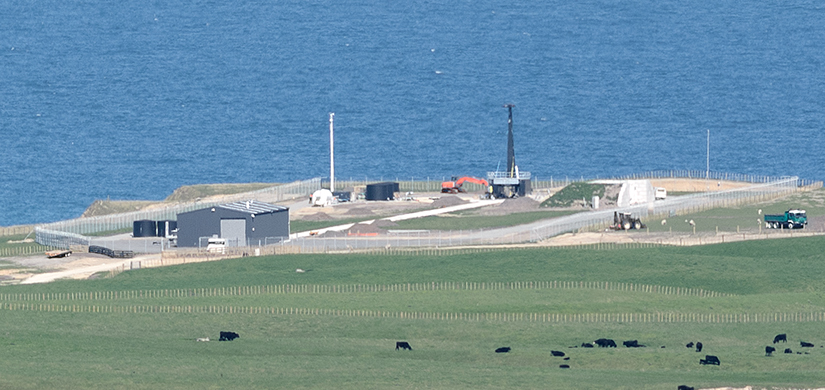
Строительство Launch Complex 1A в 2016

После того, как на первоначально выбранное место запуска на косе Kaitorete Spit Южного острова Новой Зеландии не удалось получить разрешения, компания в ноябре 2015 года выбрала полуостров Махия (Māhia) на Северном острове. 
Лицензия даёт право на запуск ракет каждые 72 часа в течение 30 лет.
«Пусковой комплекс 1» (площадка LC-1A) был официально открыт 26 сентября 2016 года (27 сентября по новозеландскому времени).
К июлю 2020 года в процессе постройки находилась вторая часть комплекса, названная «Пусковой комплекс 1Б» (Launch Complex 1B).

### Пусковой комплекс 2 (Launch Complex 2)
В октябре 2018 года после нескольких месяцев изысканий, компания объявила о выборе среднеатлантического регионального космопорта (Mid-Atlantic Regional Spaceport, MARS), находящегося в ведении НАСА под названием Wallops Flight Facility, в качестве своей второй пусковой площадки. Место подходило сразу по нескольким факторам: возможность сразу приступить к постройке ввиду готовности инфраструктуры, редкие запуски других компаний, возможность работать на тех же орбитах, что и «Пусковой комплекс 1». Открыта возможность ежемесячных запусков в интересах американского правительства и коммерческих заказчиков. 
Физически комплекс будет расположен внутри ограждения стартовой площадки MARS Launch Pad 0A. 
В декабре 2019 года стройка была закончена и компания официально открыла LC-2.
Первый запуск «Электрона» был проведён 25 мая 2017 года.
В марте 2021 компания объявила, что планирует заменить инфраструктуру Launch Pad 0А для подготовки к запуску носителя средней тяжести «Нейтрон». Планировалось начать запуски «Нейтрон» уже в 2024 году, но первый полёт был отложен и будет проведён не ранее июля 2025 года.